# میثم عباسی
میثم عباسی (زادهٔ ‎۳۱ شهریور ۱۳۶۷) عضو تیم ملی کبدی مردان ایران است.
او مثل بیشتر کبدی کاران تیم ملی اهل استان گلستان و محمدآباد است و برای تیم دهیاری محمدآباد گرگان در لیگ برتر بازی می کند.

## افتخارهای ورزشی

### بازی‌های آسیایی
او به همراه تیم ملی کبدی مردان ایران، در بازی‌های آسیایی ۲۰۱۴ در اینچئون، کره جنوبی شرکت نمودند و پس از پیروزی در مسابقات مرحله مقدماتی، در مرحله نیم نهایی تیم ملی کبدی مردان پاکستان را شکست دادند و به رقابت پایانی راه یافتند. اما در دیدار نهایی با شکست برابر هند، در جایگاه دوم بازی‌ها ایستادند و نشان نقره به گردن آویختند.
همچینین در بازی‌های آسیایی ۲۰۱۸ جاکارتا اندونزی تیم ملی ایران با شکست هند در نیمه نهایی به فینال مسابقات راه یافته و در مسابقه نهایی نیز تیم کبدی کره جنوبی را شکست داده و به مدال طلا رسیدند وی نائب کاپیتان تیم ملی کبدی ایران در این دوره از مسابقات بود که برای اولین بار توانسته بودند مدال طلا بازی‌های آسیایی را کسب کنند.